# Galium ankaratrense
Galium ankaratrense är en måreväxtart som beskrevs av Anne-Marie Homolle och Christian Puff. Galium ankaratrense ingår i släktet måror, och familjen måreväxter. Inga underarter finns listade i Catalogue of Life.